# Нова-Назаре
Нова-Назаре (порт. Nova Nazaré) — муниципалитет в Бразилии, входит в штат Мату-Гросу. Составная часть мезорегиона Северо-восток штата Мату-Гроссу. Входит в экономико-статистический микрорегион Канарана. Население составляет 2001 человек на 2006 год. Занимает площадь 4038,699 км². Плотность населения — 0,5 чел./км².

## Статистика
- Валовой внутренний продукт на 2003 год составляет 14 675 406,00 реалов (данные: Бразильский институт географии и статистики).
- Валовой внутренний продукт на душу населения на 2003 год составляет 7363,48 реала (данные: Бразильский институт географии и статистики).